# Indre borggård
Den indre borggård eller indre slotsgård er den stærkt befæstede del i hjertet af et middelalderligt slot. Den er beskyttet af den ydre borggård og undertiden også af en zwinger, voldgrav, ringmur og andre ydre forsvarsværker. Afhængig af topografien kaldes den nogle gange også for en øvre borggård, da de kan være placeret højere end den ydre borggård.
Den indre borggård indeholdt de vigtigste beboelsesrum og forsvarsstrukturer for borgherren og hans familie, f.eks. riddersalen, palas, beboelsestårn og keep eller bergfried. Der er dog også eksempler, hvor disse bygninger var uden for, bl.a. på Flint Castle i Wales keepet er placeret uden for borggården. Slottets brønd eller cisterne fandtes som regel i den indre borggård, da vandforsyning tidligere var af afgørende betydning for at kunne modstå en belejring over længere tid.
Den indre borggård er som regel den ældste del af slottet, fordi den indeholder de bygninger, der blev opført først under opførelsen. Den har ofte flankeringstårne, som gjorde det muligt at beskyder fjenden foran ringmuren og gav yderligere beskyttelse til slottets port.
I større borganlæg var bygningerne i den indre borggård ofte grupperet i en ring omkring en gårdsplads, der fungerede som centralt opbevaringsområde og – hvis pladsen tillod det – som turneringsplads.
Betegnelserne "øvre borggård" anvendes nogle gange om den indre borggård i en højborg eller vandborg, hvor hovedgården typisk ligger højere end den ydre eller "nedre" borggård. Tilsvarende kaldes den romanske indre borggård i Festung Hohensalzburg stadig for Hoher Stock ("Øverste Etage").